# گلستان ایران
گلستان ایران روزنامه اصلاح طلبی بود که با تیم روزنامه نگاری جوان و نزدیک به دفتر تحکیم وحدت (اتحادیه انجمن‌های اسلامی دانشجویان) در شهریور ۱۳۸۱ منتشر شد و پس از انتشار ۱۵ شماره توسط سعید مرتضوی رئیس شعبه ۱۴۱۰ دادگاه عمومی و دادستان وقت تهران توقیف گردید.
مدیریت روزنامه بر عهده فروزان آصف نخعی  و سردبیری آن با امین بزرگیان بود اما سعید مرتضوی در بیانیه توقیف مدعی شد که وی اعتراف کرده‌است  روزنامه را در ازای دریافت مبلغی اجاره داده است. این اتهام از سوی آصف نخعی و سردبیر روزنامه تکذیب شد.
مدعی العموم همچنین روزنامه را متهم به چاپ مطالب و تصاویر خلاف عفت عمومی و اشاعه منکرات و تبلیغ علیه نظام و انتشار شایعات و مطالب خلاف واقع کرد. بدستور مرتضوی ( و برای جلوگیری از تداوم انتشار روزنامه با کسب مجوز جدید) دفتر روزنامه بلافاصله پلمپ شد.